# 遠州灘
遠州灘 (日语：えんしゅうなだ) 是位於日本静岡縣和愛知縣南側的海域。